# Liste der Baudenkmäler im Kölner Stadtteil Bocklemünd/Mengenich
Die folgende Liste enthält die in der Denkmalliste ausgewiesenen Baudenkmäler auf dem Gebiet des Stadtteils Köln-Bocklemünd/Mengenich, Stadtbezirk Köln-Ehrenfeld, Nordrhein-Westfalen.
Hinweis: Die Reihenfolge der Baudenkmäler in dieser Liste orientiert sich an den Straßennamen und ist alternativ nach Hausnummern, Denkmallistennummer oder Bezeichnung sortierbar.
Basis ist die offizielle Kölner Denkmalliste (22. Mai 2015), die Baudenkmäler und Denkmalbereiche auflistet. Dabei kann es sich beispielsweise um Sakralbauten, Wohn- und Fachwerkhäuser, historische Gutshöfe und Adelsbauten, Industrieanlagen, Wegekreuze und andere Kleindenkmäler sowie Grabmale und Grabstätten, die eine besondere Bedeutung für die Geschichte Kölns haben, handeln. Grundlage für die Aufnahme in die offiziellen Denkmallisten ist das Denkmalschutzgesetz Nordrhein Westfalens.

| Bild                                                      | Bezeichnung                                               | Lage                                                                       | Beschreibung             | Bauzeit        | Einge- tragen seit | Denk- mal- nr. |
| --------------------------------------------------------- | --------------------------------------------------------- | -------------------------------------------------------------------------- | ------------------------ | -------------- | ------------------ | -------------- |
|                                                           | KD-Wegekreuz                                              | Bocklemünd Buschweg/Ecke Mengenicher Straße o. Nr.                         |                          | 1737           | 01.07.1980         | 351            |
| Grünanlage mit Verteidigungsanlage Fort IV u. Sportanlage | Grünanlage mit Verteidigungsanlage Fort IV u. Sportanlage | Bocklemünd Freimersdorfer Weg o. Nr.                                       |                          | 1923–25        | 01.07.1980         | 358            |
|                                                           | KD-Wegekreuz                                              | Bocklemünd Freimersdorfer Weg/Fettenweg o. Nr.                             |                          | 17. Jh.        | 01.07.1980         | 359            |
| KD-Bildstock                                              | KD-Bildstock                                              | Bocklemünd Grevenbroicher Straße/Mengenicher Straße o.Nr. Karte            |                          | 19. Jh.        | 01.07.1980         | 364            |
| Hofanlage Arnoldshof (Wohnhaus)                           | Hofanlage Arnoldshof (Wohnhaus)                           | Bocklemünd Grevenbroicher Straße/ehem. Venloer Straße 1 a–c, 3 a–b // 1198 |                          | 1741           | 01.07.1980         | 395            |
|                                                           | Wohnhaus                                                  | Bocklemünd Grevenbroicher Straße 19                                        |                          | um 1910        | 20.12.1985         | 3380           |
|                                                           | Pfarrhaus                                                 | Bocklemünd Grevenbroicher Straße 57                                        |                          | um 1850–55     | 14.04.1983         | 1447           |
|                                                           | Hofanlage Kappelshof                                      | Bocklemünd Kappelsweg 1                                                    |                          | Anfang 19. Jh. | 01.02.1996         | 7770           |
| weitere Bilder                                            | Pumpe                                                     | Bocklemünd Klütschgasse o.Nr. Karte                                        |                          | 19. Jh.        | 01.07.1980         | 367            |
|                                                           | Reste einer Hofanlage Büttgenhof                          | Bocklemünd Lerchenweg 2                                                    |                          | 18. Jh.        | 07.09.1990         | 5673           |
| Wohnhaus                                                  | Wohnhaus                                                  | Bocklemünd Nüssenberger Straße 7 Karte                                     |                          | 1903           | 15.11.1996         | 8013           |
| BW                                                        | Schule                                                    | Bocklemünd Nüssenberger Straße 18 Karte                                    |                          | um 1874        | 01.07.1980         | 375            |
| KD-Wegekreuz                                              | KD-Wegekreuz                                              | Bocklemünd Obere Dorfstraße/Ecke Kappelsweg o.Nr.                          |                          | 1863           | 01.07.1980         | 376            |
| weitere Bilder                                            | Rest einer Hofanlage, Wohnhaus                            | Bocklemünd Obere Dorfstraße 4 Karte                                        |                          | 1774           | 01.07.1980         | 377            |
| Wohnhaus                                                  | Wohnhaus                                                  | Bocklemünd Schaffrathsgasse 4 Karte                                        |                          | um 1850        | 04.12.1990         | 5814           |
| KD-Wegekreuz                                              | KD-Wegekreuz                                              | Bocklemünd Venloer Straße/Ecke Grevenbroicher Straße o.Nr. Karte           |                          | 1786           | 01.07.1980         | 389            |
| BW                                                        | Hofanlage Weyer-Palanterhof                               | Bocklemünd Venloer Straße 1178, umbenannt in Andreas-Muhr-Straße 1 Karte   |                          | 1778           | 01.07.1980         | 394            |
| Hofanlage Fettenhof                                       | Hofanlage Fettenhof                                       | Bocklemünd Venloer Straße 1203, umbenannt in Andreas-Muhr-Straße 2 Karte   |                          | 19. Jh.        | 01.07.1980         | 390            |
| BW                                                        | Meilenstein                                               | Bocklemünd Venloer Straße 1271 Karte                                       |                          | 1844           | 01.07.1980         | 391            |
| weitere Bilder                                            | Geschäfts- u. Gewerbeanlage mit Wohnungen                 | Bocklemünd Venloer Straße 1275 Karte                                       | Architekt: Peter Neufert | um 1955–60/61  | 08.06.1993         | 6854           |